# Leif Nilsson (skådespelare född 1947)
Leif Nilsson, född 1947, är en svensk skådespelare.
Nilsson föddes 1947 i Grythyttan. Han medverkade som barn i filmen Vildfåglar. Han har därefter haft mindre roller i TV-produktioner som Dagar med Knubbe, Profitörerna, Det stora barnkalaset samt Lycka till. Han medverkade i filmen Nallar och människor och kortfilmen Nallars väntan.

## Filmografi
- 1955 – Vildfåglar (pianoelev)
- 1977 – Hultkläppen (aktivist)[3]
- 1978 – Dagar med Knubbe (varuhusdemonstratören)
- 1980 – Lycka till (Rolf Larsson)
- 1981 – Det stora barnkalaset (Nisse)
- 1983 – Profitörerna
- 1989 – Nallar och människor
- 1999 – Nallars väntan